# Лавровка (Казахстан)
Лавро́вка (каз. Лавров) — село у складі Айиртауського району Північноказахстанської області Казахстану. Входить до складу Антоновського сільського округу, раніше було центром ліквідованої Луначарської сільської ради.
Населення — 415 осіб (2021; 666 у 2009, 1030 у 1999, 1410 у 1989).
Національний склад станом на 1989 рік:
- росіяни — 49 %
- казахи — 23 %
- німці — 22 %.